# Kyss mej dumbom
Kyss mej dumbom (engelska: Kiss Me, Stupid) är en amerikansk långfilm från 1964 i regi av Billy Wilder, med Dean Martin, Kim Novak, Ray Walston och Felicia Farr i rollerna.

## Rollista
| Dean Martin    | – Dino                |
| Kim Novak      | – Polly the Pistol    |
| Ray Walston    | – Orville Spooner     |
| Felicia Farr   | – Zelda Spooner       |
| Cliff Osmond   | – Barney Millsap      |
| Barbara Pepper | – Big Bertha          |
| Doro Merande   | – Mrs. Pettibone      |
| Howard McNear  | – Mr. Pettibone       |
| Tommy Nolan    | – Johnnie Mulligan    |
| Alice Pearce   | – Mrs. Mulligan       |
| John Fiedler   | – Reverend Carruthers |
| Cliff Norton   | – Mack Gray           |